# De Stijl (album)
Pour les articles homonymes, voir De Stijl (homonymie).
Albums de The White Stripes
The White Stripes
(1999) White Blood Cells
(2001)
De Stijl est le deuxième album du duo rock The White Stripes paru en 2000. Cet album se compose de treize morceaux aux sonorités à la fois garage, blues et folk à l'occasion. Le nom de l'album provient du mouvement artistique hollandais du même nom, incluant des artistes tels que Piet Mondrian et Theo van Doesburg. Ce nom fut choisi car Jack White est un grand admirateur du travail de Gerrit Rietveld. De plus, lors d'une tournée aux Pays-Bas, Jack et Meg White visitèrent la Rietveld Schröder House. L'album lui est donc dédicacé, ainsi qu'à Blind Willie McTell. La pochette d'album reflète d'ailleurs bien le mouvement car on y retrouve les principes du mouvement, c'est-à-dire utilisation unique des couleurs primaires (bleu, jaune, rouge) et des non-couleurs (blanc, noir, gris), utilisation de lignes droites et orthogonales, application des couleurs en aplat, sans mélange ou dégradé, ou encore limitations des formes aux rectangles et aux carrés.

## Liste des titres
Toutes les chansons ont été écrites par Jack White, sauf mention contraire.
| No  | Titre                         | Auteur              | Durée |
| --- | ----------------------------- | ------------------- | ----- |
| 1.  | You're Pretty Good Looking    |                     |       |
| 2.  | Hello Operator                |                     |       |
| 3.  | Little Bird                   |                     |       |
| 4.  | Apple Blossom                 |                     |       |
| 5.  | I'm Bound To Pack It Up       |                     |       |
| 6.  | Death Letter                  | Son House           |       |
| 7.  | Sister, Do You Know My Name?  |                     |       |
| 8.  | Truth Doesn't Make A Noise    |                     |       |
| 9.  | A Boy's Best Friend           |                     |       |
| 10. | Let's Build A Home            |                     |       |
| 11. | Jumble, Jumble                |                     |       |
| 12. | Why Can't You Be Nicer To Me? |                     |       |
| 13. | Your Southern Can Is Mine     | Blind Willie McTell |       |